# Ilijana Petkova
Ilijana Petkova (in bulgaro Илияна Петкова?; Sofia, 10 novembre 1977) è una pallavolista bulgara.
Gioca nel ruolo di centrale nel Golem Volley.

## Carriera
Iliyana Petkova inizia la sua attività pallavolistica in Bulgaria anche se il suo esordio da professionista avviene nel 1998 in Francia nel Racing Club Villebon 91; nel 1999 passa al Racing Club de France sempre in Francia, per poi trasferirsi in Austria nel Post Wien, con cui vince il campionato austriaco.
Nella stagione 2001-02 fa il suo esordio nella serie A1 italiana tra le file della Virtus Reggio Calabria. La stagione successiva inizia il suo sodalizio con la Giannino Pieralisi Volley, il quale durerà per ben cinque stagioni. Nel 2007 si trasferisce al Forlì, mentre nel 2008 viene ingaggiata dalla Florens Volley Castellana Grotte: nella sua permanenza in Italia non ha mai vinto alcun trofeo.
Nella stagione 2009-10 si trasferisce in Russia, nel Volejbol'nyj klub Samorodok; in quella successiva viene ingaggiata dall'Azərreyl Voleybol Klubu, con cui vince la Challenge Cup. Dopo essere rimasta senza squadra, a metà stagione 2011-12, torna in Italia, per giocare nella Pallavolo Villanterio di Pavia. La stagione successiva torna a giocare in Russia nel Volejbol'nyj klub Leningradka, partecipando alla serie cadetta, la Vysšaja Liga A.
Per il campionato 2015-16 è nuovamente in Italia, ingaggiata dal Golem Volley di Palmi, neopromossa in Serie A2.
Iliyana Petkova fa parte della nazionale bulgara con la quale non ha mai raggiunto grossi risultati: nel 2001 vince il bronzo al campionato europeo e 2009 vince il bronzo all'European League.

## Palmarès

### Club
- Campionato austriaco: 1

2000-01
- Challenge Cup: 1

2010-11

### Nazionale (competizioni minori)
- European League 2009